# 石井博
石井 博（いしい ひろし、1931年 - ）は、日本の言語学者、英文学者、詩人。早稲田大学名誉教授。

## 略歴
- 1931年 埼玉県北本市に生まれる
- 1958年 埼玉大学教育学部英語科卒業
- 1958年4月 埼玉県立秩父高等学校教諭（英語担当）
- 1961年4月 埼玉県立深谷女子高等学校教諭
- 1964年4月 埼玉県立春日部高等学校教諭
- 1966年 埼玉県立春日部高校在職中にハワイ大学フルブライト・センターを修了
- 1967年9月 浦和市立高等学校教諭
- 1968年 アリゾナ州立大学ASU教育系大学院修士課程修了、M.A.（修論「個別段階学習」）
- 1970年4月 拓殖大学商学部講師（英語担当）
- 1971年4月 同助教授
- 1975年4月 早稲田大学理工学部助教授（英語担当）
- 1978年4月 同教授
- 1985年 延世大学語学堂・韓国語コース修了
- 2002年3月 早稲田大学を定年退職、同名誉教授[1]。

## 招待講演
- 1968年8月 埼玉県高校英語教員研修会で講演「米語の発音」
- 1986年12月 高麗大学校「国語国文学研究会」で講演
- 1991年5月 台湾成功大学「国際文化交流会議」で講演
- 1991年1月 在日韓国・朝鮮人大学教員懇談会で講演「日本における朝鮮語研究」
- 1992年7月 韓国「大邱言語学会」で講演　（注　韓国매일신문１９９１年７月１９日）

## 論文発表および研究活動
- 1971年7月 大学英語教育学会サマーセミナーで論文発表
- 1971年11月 LL学会関東大会で「個別段階学習」発表
- 1987年8月 太平洋科学者会議（Seoul）で論文発表
- 1988年8月 LACUS年次大会で論文発表
- 1989年 「国際文化交流会議」で論文発表（国際交流基金）
- 1991年7月 研究調査 韓国 韓国国際文化協会
- 1991年8月 LACUS 年次大会で論文発表
- 1992年4月 高麗大学校交換研究員
- 1992年7月～8月 朝鮮語方言研究調査 学術振興会韓国短期派遣
- 1992年8月 LACUS年次大会で論文発表
- 1992年8月 国際朝鮮語学会（ICKL）で論文発表
- 1993年7月 LACUS年次大会で論文発表
- 1994年7月 LACUS年次大会で論文発表
- 1995年7月 ICKL及びLACUS年次大会で論文発表
- 1996年8月 LACUS年次大会で論文発表
- 1997年8月 LACUS年次大会で論文発表
- 1997年8月 アルタイ語学会（PIAC）年次大会で論文発表

## 研究業績
- 1970年2月 「授業中に於ける沈黙の意味」浦和市立高校『相談室たより』
- 1971年7月 「新理論を目指す語学教育」JACETサマーセミナー（八王子）『語学研究』2号 拓殖大学に収録
- 1973年 一部執筆『小学館ランダムハウス英和大辞典』小学館
- 1973年6月 「Catcher in the Ryeの語法」『語学研究』2号拓殖大学
- 1973年9月 「カーソン・マッカラーズ研究1：カーソンの生涯と習作・異邦人」『拓殖大学論集』91号拓殖大学
- 1974年5月「英語辞典参校」『海外事情』5月号拓殖大学
- 1974年12月「カーソン・マッカラーズ研究2：Frankieの恐れ・Untitled Pieceについて」『拓殖大学論集』94号拓殖大学
- 1974年12月 「カーソン・マッカラーズ研究3：軍神マルスに滅ぼされた文化譚」『拓殖大学論集』97号
- 1974年12月 『Secret Languages』一部編・注 株式会社文理
- 1975年3月 「カーソン・マッカラーズ研究4：木・石・雲について」『拓殖大学論集』99号拓殖大学
- 1976年2月 「Anais Ninの目に映ったCarson McCullers」『カレドニヤ』9号日本カレドニヤ学会
- 1976年3月 「カーソン・マッカラーズ研究：驚異の平方根について」『人文社会科学研究』13号
- 1977年7月 C・ギルバート・レン著『若者の生きる世界』共訳 大学教育社
- 1978年1月 『フレンド英和辞典』一部執筆 小学館
- 1978年3月 「カート・ヴァニガット」『人文社会科学研究』20号
- 1979年1月 『フレンド和英辞典』一部執筆 小学館
- 1979年1月 『気高きアメリカ・インディアン』編・注 株式会社文理
- 1982年1月 『シニヤ・フレンド英和辞典』一部執筆 小学館
- 1984年4月 「英語の語源を探ってみると」『百万人の英語』4月号 旺文社
- 1987年3月  ｢石戸方言《おわす(終わす)》考｣『ILT NEWS』81号語研
- 1987年10月 ｢日本語辞典にみる語源説明問題点｣『ILT NEWS』82号 早大語研
- 1987年7月  ｢朝鮮語による日本語語源研究再吟味」太平洋科学大会発表『人文社会科学研究』28号収録
- 1988年3月  ｢Problems of Communication｣『ILT NEWS』83号早大語研
- 1988年3月 「日本語辞典の語源説明問題点」『人文社会科学研究』 28号
- 1988年8月 LACUS年次大会「日本語と朝鮮語の近親関係：日本語タルキ（垂木）と朝鮮語 tori(桁)の形態素比較」 LACUS年次報告書
- 1989年 「日本語辞典語源説明に対する疑問：タラヒ（盥）はタ(手)アラヒ（洗）の約か」『紀要』38号早大語研
- 1989年3月 「日本語と朝鮮語のある類似:日本語ムネ(棟)及びその方言形と朝鮮語 maru(棟・峰・板の間)の原義」『ILT NEWS』85号早大語研
- 1989年3月 「朝鮮語 modakpul（焚火）形態素分析」『人文社会科学研究』29号
- 1989年  “The Affinity between Japanese ＆ Korean"15th LACUS Forum Handbook, Linguistic Society of Canada and the United States
- 1989年10月 ｢日本語と朝鮮語の類似:牛と馬の語を中心に」『ILT NEWS』86号早大語研
- 1990年3月 「イネ（稲）の語源を探る」『ILT NEWS』87号早大語研
- 1990年9月  “Morphoanalysis of Korean natkari" ICKL 7, Univ.of Tronto Press
- 1991年3月  ｢日本語と朝鮮語:オモテ(本家)とイモチ(分家)｣ 『人文社会科学研究』31号1991年3月「朝鮮語 phathと日本語アヅキ(小豆)」『ILT NEWS』89号早大語研
- 1991年5月 「日本語語頭/n/脱落について」『ILT NEWS』90号早大語研
- 1991年8月 「すばる（昴）の語源」『国学院雑誌』92巻8号
- 1992年3月 「日本語アメ（雨）と朝鮮語 pi(雨)」「日本語と朝鮮語の数詞」『人文社会科学研究』32号
- 1992年3月 「日・朝言語間/k/と/p/対応に付いて」『ILT NEWS』91号早大語研
- 1992年6月 「韓国語 wa 日本語間 tuse kaci 対応音則」一潮閣『国語学研究百年史』1992年9月「対馬方言ムジケ(虹)と朝鮮語 mucikae(虹)」『紀要』45号 早大語研
- 1992年9月 「接頭辞考：キソバのキ」『ILT NEWS』92号 語研
- 1993年3月 「日本語ユメと朝鮮語 kkum(夢)」『講座日本語教育第28分冊』早大
- 1993年3月 「ミマナ（任那）の倭訓」『人文社会科学研究』33号、学術文献刊行会『日本史学年次別論文集・古代1』1993年に収録
- 1993年3月 「日本語と朝鮮語:手網と飯を中心に」早大語研『ILT NEWS』93号
- 1993年7月  Japanese and Korean Correspondence between /d(t)/ and /n/, Twentieth LACUS Forum, University of Illinois[2]
- 1993年8月 「トウゲ（峠）の語源」『国学院雑誌』94巻8号
- 1993年10月 「日本語と朝鮮語：アラシ(嵐)とカゼ(風)」早大語研『ILT NEWS』94号
- 1994年3月 「蝸牛相当語に見る日本語と朝鮮語の近縁関係」『人文社会科学研究』34号
- 1994年10月 早大語研「上古代外来植物の呼称」『語研フォーラム』創刊号
- 1995年3月 「日本語と朝鮮語：畳・宴・祝を中心に」『人文社会科学研究』39号
- 1995年3月 「狐の呼称」『語研フォーラム』3号
- 1996年 共著  アメリカ文化論：Understanding the Business of Advertising, Social System Press, Indiana
- 1996年10月 「日本語ハタ(畑)が固有の日本語であると考えられる根拠」『語研フォーラム』5号
- 1997年3月 「触れたのは象の一部でしょう」『語研フォーラム』6号
- 1997年3月 「アタマ(頭)と(首)」『人文社会科学研究』37号
- 1997年10月 「荒川の川は何故連濁しないのか」『語研フォーラム』7号
- 1998年3月 「日本語ヨコ(横)とソバ(側)の原義」『人文社会科学研究』38号
- 1999年3月 「日本語キと朝鮮語namk(木)」『人文社会科学研究』39号
- 1999年10月 『旺文社新英和中辞典』一部執筆 旺文社
- 1999年10月 「国語辞典の語源説明・広辞苑の問題点」『語研フォーラム』11号
- 2000年3月 「日朝両言語葦相当語とその派生語」『人文社会科学研究』40号
- 2000年10月 「国語辞典の語源説明・広辞苑の問題点・続」『語研フォーラム』13号
- 2001年 “Reflexes of *Tar(face) in Japanese & Korean”, Altaic Affinity, ed.David B. Honey & David C. Wright, Indiana University

## 学会役職
- Pacific Science Congress, Social Science & Humanities Committee 日本代表 (1989-1991 Chair Dr. Stephen Hill, Univ. of Wollongon, Australia)

## 受章
- 2017年4月 瑞宝中綬章[3]